# Finitisme
In de filosofie van de wiskunde is het finitisme een extreme vorm van constructivisme, dat stelt dat een wiskundig object niet bestaat, tenzij het in een eindig aantal stappen uit de natuurlijke getallen kan worden geconstrueerd. In haar boek Philosophy of Set Theory (Filosofie van de verzamelingenleer) typeert Mary Tiles degenen die telbaar oneindige wiskundige objecten toelaten als klassieke finitisten en degenen die zelfs telbaar oneindige wiskundige objecten verwerpen als strikte finitisten.